# La Agustina
La Agustina är en del av en befolkad plats i Dominikanska republiken.   Den ligger i provinsen Santo Domingo, i den sydöstra delen av landet, i huvudstaden Santo Domingo. La Agustina ligger 31 meter över havet och antalet invånare är 10 457.
Terrängen runt La Agustina är platt.  Närmaste större samhälle är Santo Domingo, 5,8 km väster om La Agustina. Runt La Agustina är det i huvudsak tätbebyggt.